# Zgierz (stacja kolejowa)

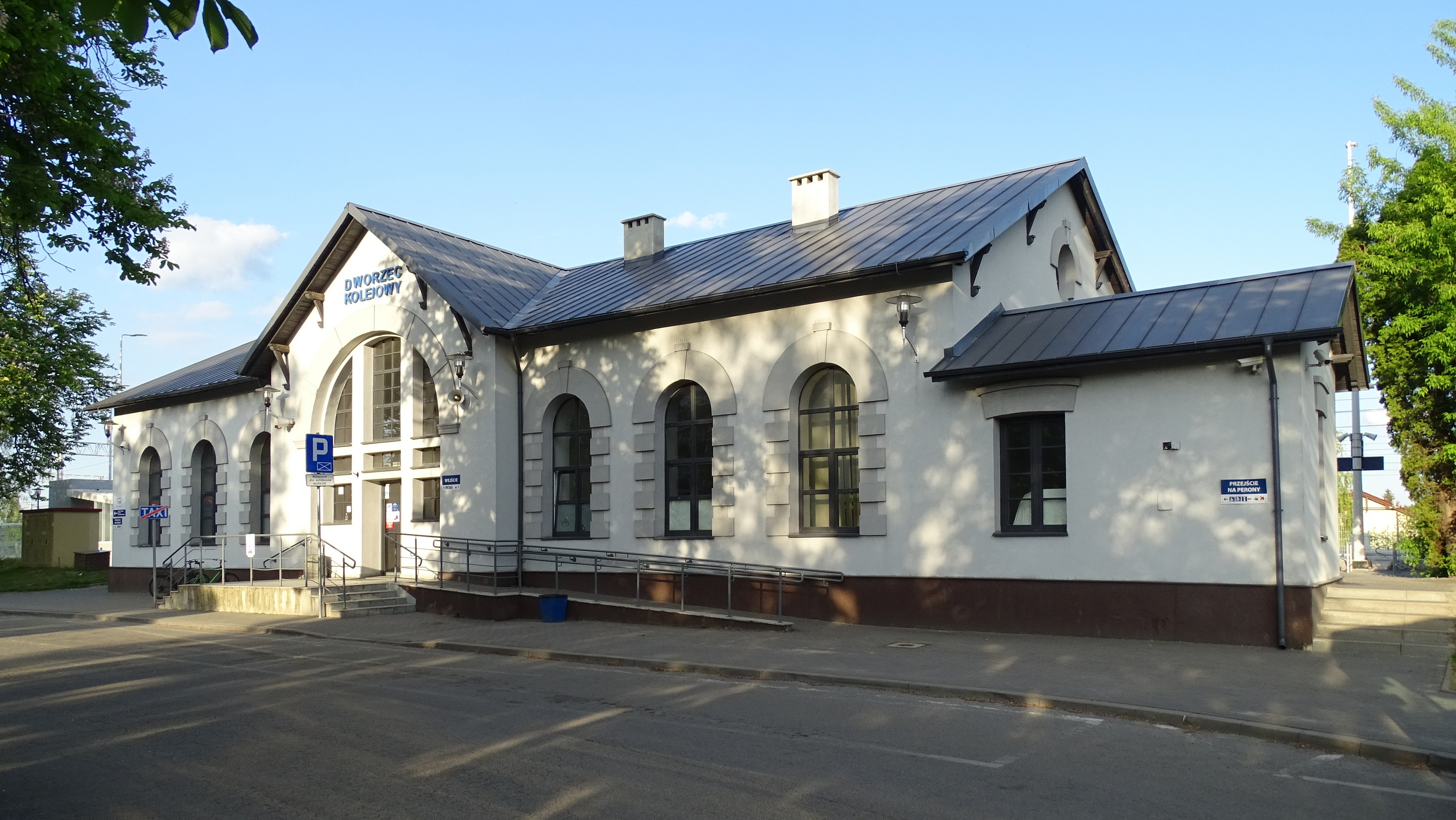
Widok od strony miasta (stan w 2022)

Zgierz – główna stacja kolejowa w Zgierzu, w województwie łódzkim, w Polsce. Według klasyfikacji PKP ma kategorię dworca regionalnego.

## Ruch pasażerski[3]
| Rok  | Wymiana pasażerska na dobę | Miejsce w Polsce |
| ---- | -------------------------- | ---------------- |
| 2017 | 1400                       | bd.              |
| 2018 | 1800                       | bd.              |
| 2019 | 2000                       | 188.             |
| 2020 | 1200                       | 198.             |
| 2021 | 1500-2000                  | 155.             |
| 2022 | 2500                       | 145.             |
| 2023 | 2600                       | 154.             |

## Historia
Układ przestrzenny stacji jest zachowany w formie pierwotnej (dworzec, magazyn towarowy, budynki mieszkalne, wieża ciśnień i pompownia, podjazd). W okresie II wojny światowej wybudowano nastawnię.
Budynek dworcowy pochodzi z czasów kolei Warszawsko-Kaliskiej i dotrwał bez większych zmian do chwili obecnej. W czasie I i II wojny światowej prawdopodobnie nie był zniszczony. Pod koniec lat 80. XX w. otynkowano elewację i przebudowano wnętrza (inny układ i przeznaczenie niektórych pomieszczeń). Pokrycie dachu blachą zamiast dachówki wykonano wcześniej.
Prawdopodobnie w okresie międzywojennym mogły nastąpić zmiany w przeznaczeniu pomieszczeń w wyniku rozbudowy stacji w związku z budową linii do Kutna i do Widzewa. Linię otworzono tymczasowo od strony Zgierza do Łęczycy w 1923. Przekazanie całej linii do użytku publicznego w pełnym zakresie nastąpiło w 1926. Odcinek łącznikowy do Widzewa budowany był z przerwami od 1920 – otwarto go w 1931.
W 2011 przeprowadzono kapitalny remont budynku dworcowego.

## Galeria

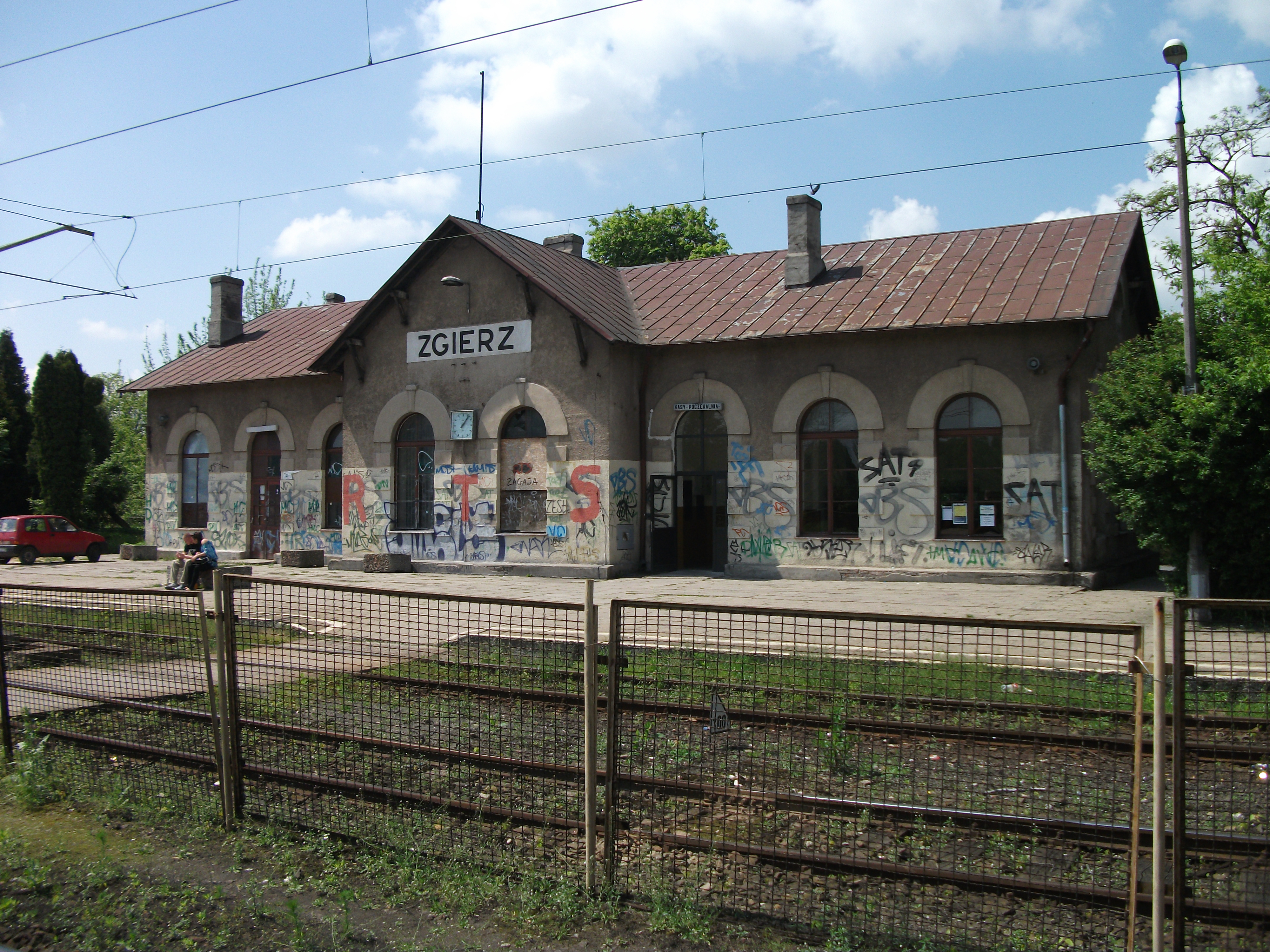
Widok dworca od strony peronów (2010),
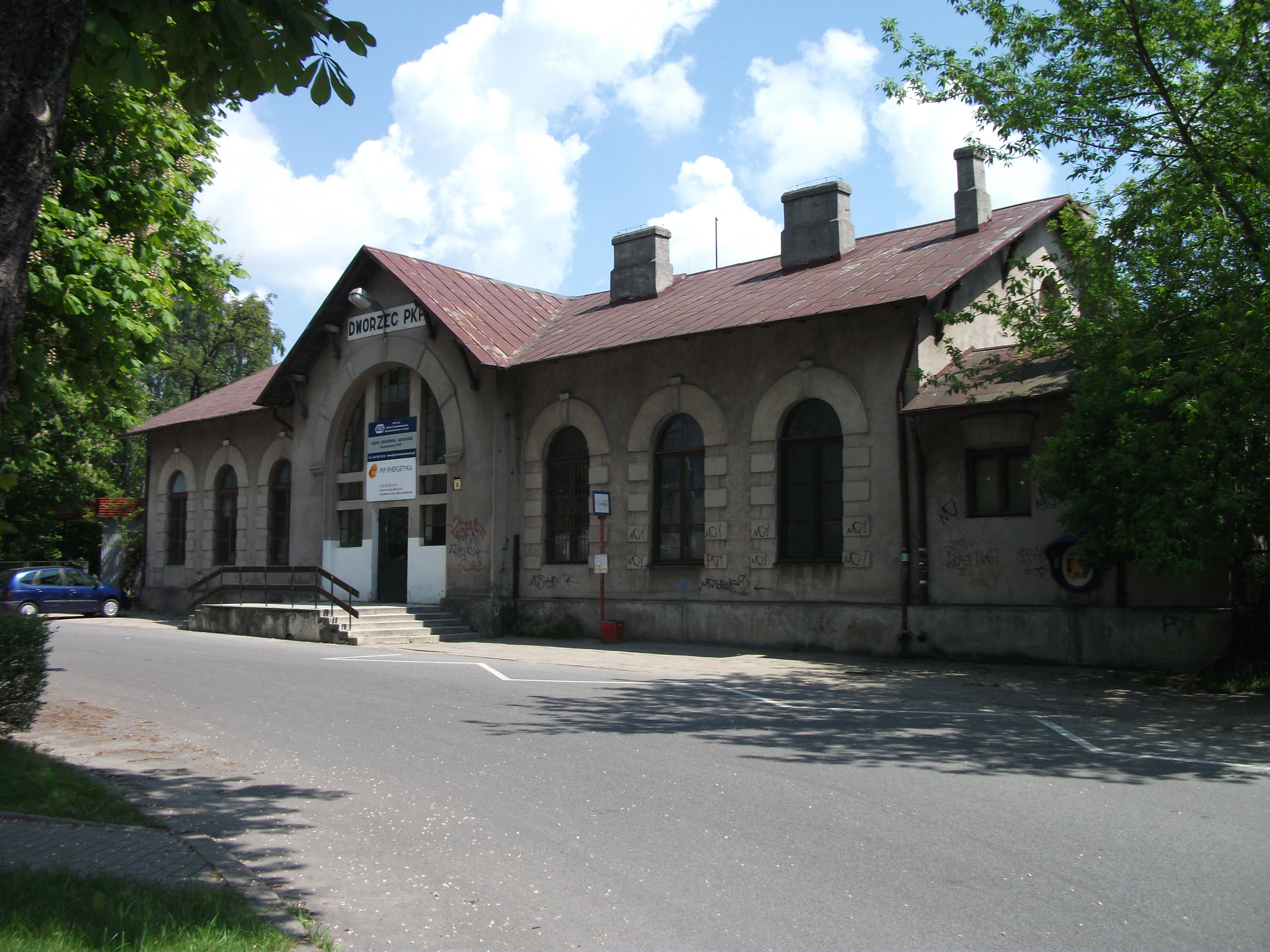
Widok dworca od strony miasta (2010),
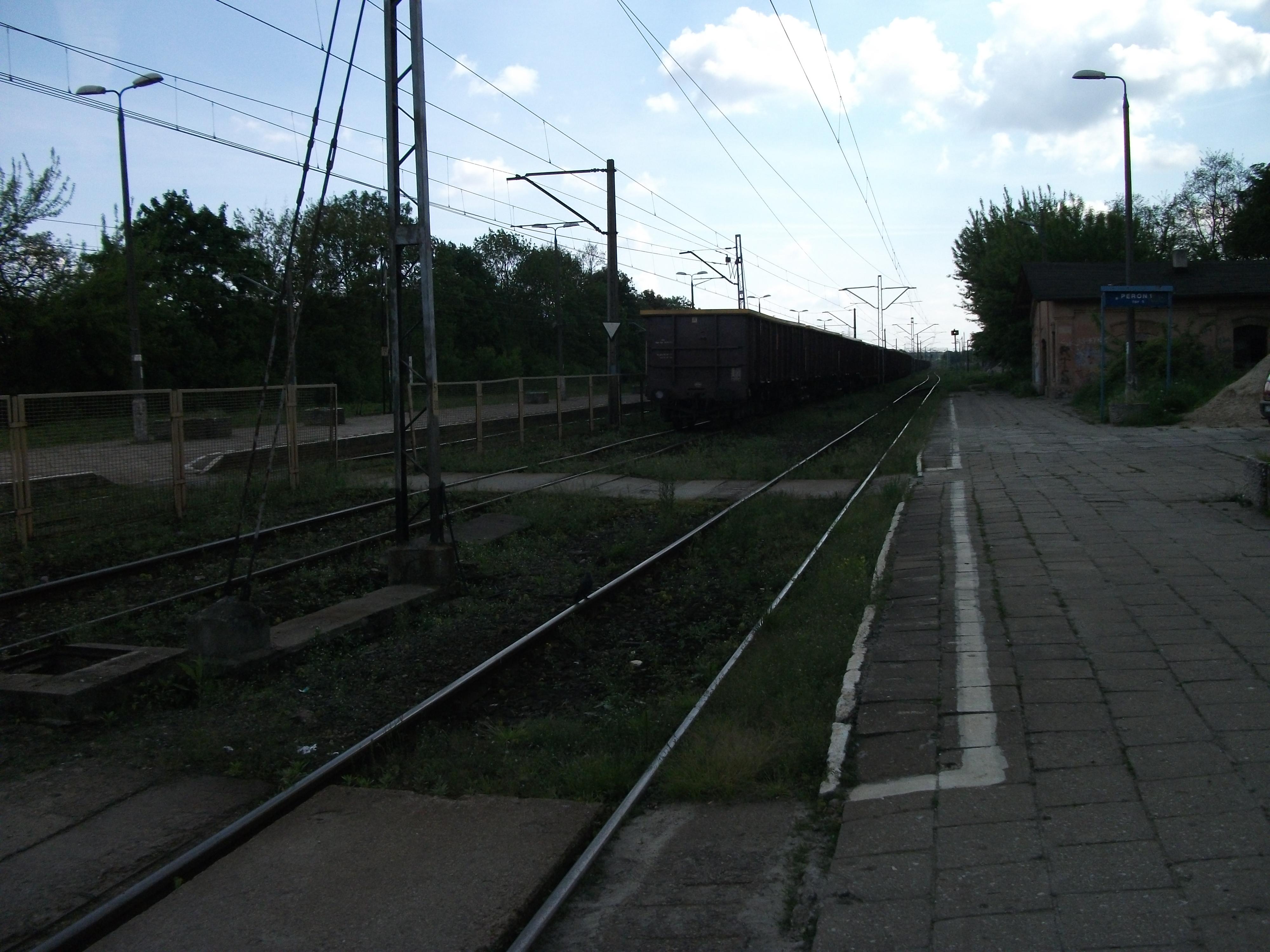
Widok w kierunku południowym (2010),
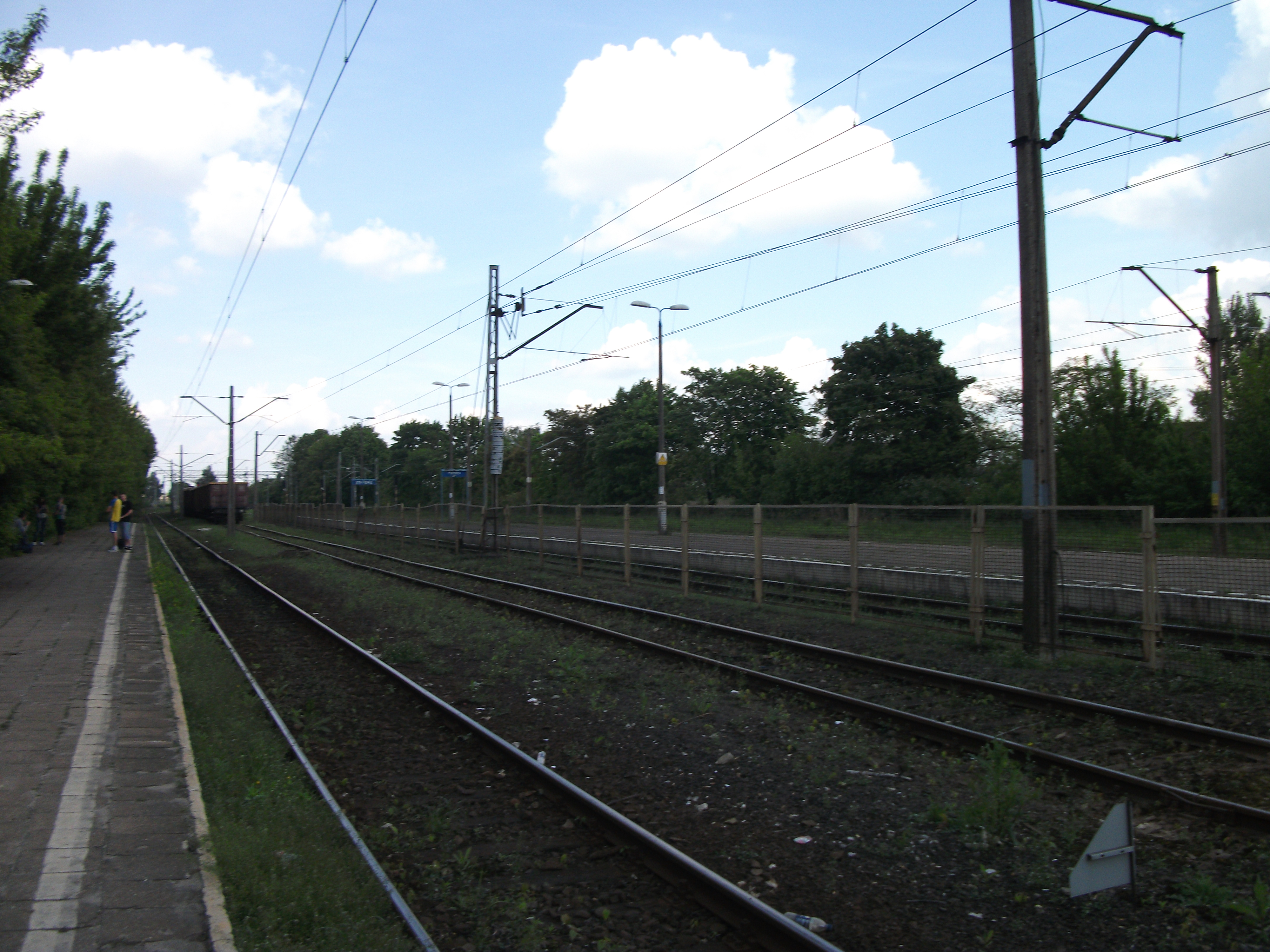
Widok w kierunku północnym (2010),
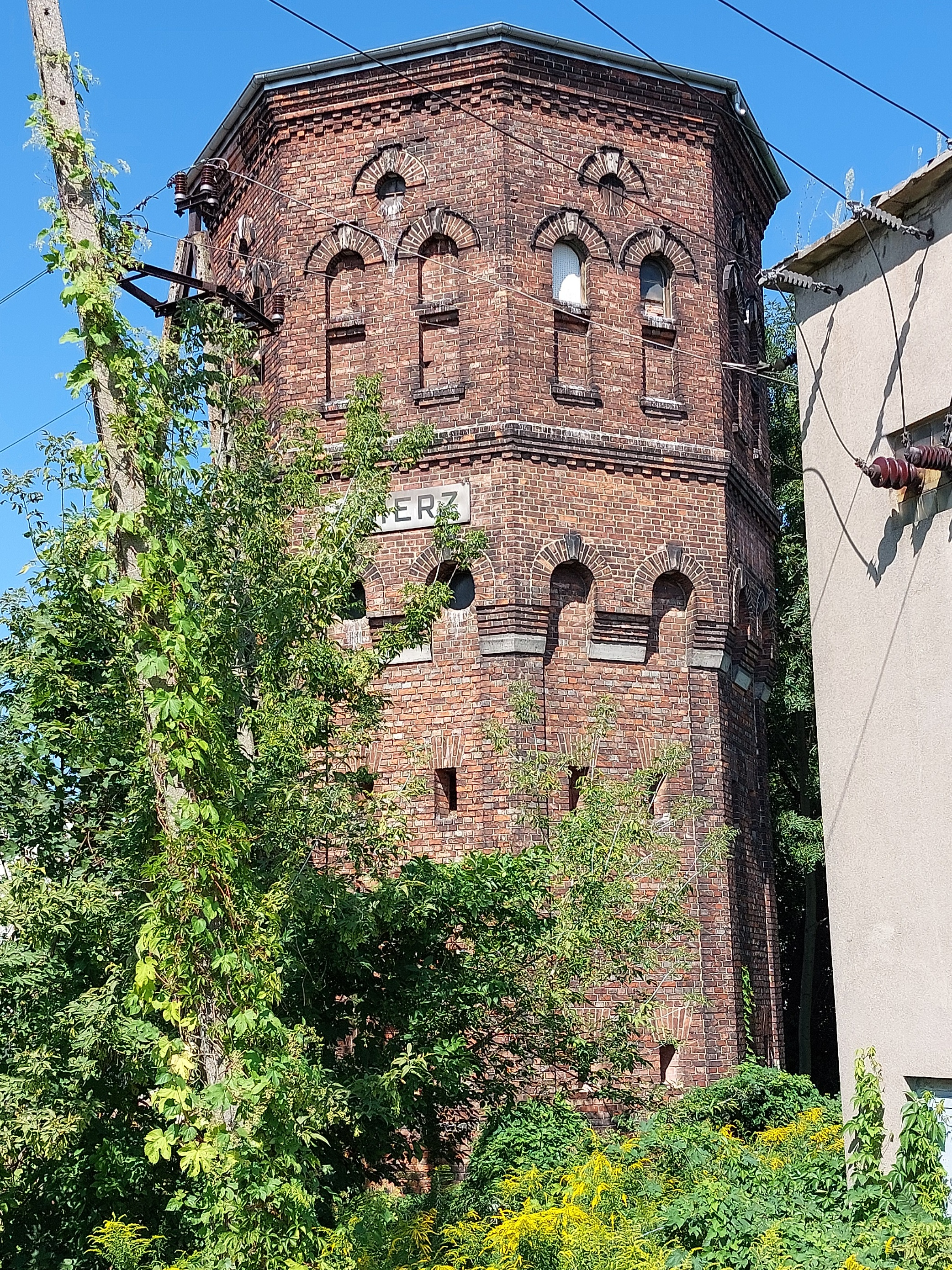
Wieża ciśnień (2023),